# Эстония (колхоз)
Колхо́з «Эсто́ния» (эст. Kolhoos „Estonia”) — одно из самых успешных коллективных социалистических хозяйств советской Эстонии.

## В советской Эстонии
Колхоз находился в Ойзуском сельсовете Пайдеского района. Центральная усадьба располагалась в посёлке Ойзу. 
Общий земельный фонд колхоза составлял 10,2 тысяч гектара, сельскохозяйственных угодий — 6,3 тысяч гектара. 
Сельскохозяйственным производством был занят 471 человек (средняя численность за 1977 год). Средняя численность работников в 1978 году — 811. 
Основная отрасль производства — скотоводство, побочные отрасли — свиноводство и семеноводство многолетних трав. Колхоз был отнесён к племенным фермам I класса крупного рогатого скота эстонской красной и чёрно-пёстрой пород.  
В 1977 году удой молока от одной коровы составил 4614 килограммов; на 100 гектаров обрабатываемых земель было получено 1349,5 центнеров молока и 234,7 центнера мяса.
Доярка колхоза Эрна Михкельсон и заведующая фермой Пярья Кяспер — Герои Социалистического Труда. 
В 1967 году колхоз был награждён орденом Ленина. 
Председателем правления колхоза с 1949 по 1989 год был Герой Социалистического Труда Хейно Марранди.

## Кинохроника
В 1984 году киностудией «Таллинфильм» был снят документальный фильм о колхозе «Эстония» — „Kolhoos Estonia tänapäev” / «Сегодняшний день колхоза Эстония», режиссёр Каупо Клоорен (Kaupo Klooren).

## В независимой Эстонии
После отделения Эстонии от Советского Союза колхоз «Эстония», как и все коллективные социалистические хозяйства страны, прекратил своё существование. На материально-технической базе колхоза в 1996 году было создано ООО «Эстония» (Estonia OÜ). В 2019 году численность его работников составила 132 человека.